# Hylaeus flammipes
Hylaeus flammipes är en mycket sällsynt, solitär biart som först beskrevs av Robertson 1893.  Den ingår i släktet citronbin och familjen korttungebin. Inga underarter finns listade i Catalogue of Life.

## Beskrivning
Arten påminner mycket om den närstårende arten Hylaeus ornatus, med en slank, i huvudsak svart kropp med brunrödaktig framdel på bakkroppen, men den brunröda bakkroppsframdelen omfattar nästan två tergiter (ovansidans segment) i stället för en hos H. ornatus (den andra tergiten är svart i sin bakre tredjedel). De två bakre benparen är även de brunröda. Arten är synnerligen sällsynt, och hanens utseende är inte känt.

## Ekologi
Hylaeus flammipes bygger bon i diverse naturliga håligheter, och antas vara polylektisk.

## Utbredning
Arten är som nämnts ovan extremt sällsynt, och har endast påträffats i norra Florida (Citrus County) i USA.